# Junge Generation (Zeitschrift)
Die Junge Generation war eine Theoriezeitschrift für FDJ-Funktionäre in der DDR. 
Sie war Organ des Zentralrats der FDJ, (Herausgeber) für das Verbandsaktiv:
- Funktionäre der FDJ
- Propagandisten
- Lehrer und Lehrausbilder
- Leiter von Jugendbrigaden u. a.

Sie diente hauptsächlich als „Ratgeber“ und „Argumentationshilfe“. Deshalb veröffentlichte die Junge Generation
- Erfahrungen aus FDJ-Grundorganisationen
- Dokumente und Beschlüsse des Zentralrats der FDJ, um

methodische und inhaltliche Hinweise zur 
- Leitung politischer Prozesse und
- monatlichen Anleitung der FDJ-Aktivs zu geben.

Außerdem vermittelte sie Informationen und Erfahrungen aus der internationalen Jugendbewegung.
Die Redaktion war dem Verlag Junge Welt angegliedert, zu dem auch das FDJ-Zentralorgan junge Welt und die Tageszeitung Landjugend gehörten. Die Zeitschrift erschien erstmals am 5. Oktober 1947 und anfangs gehörten zum Redaktionskollegium Erich Honecker, Edith Baumann, Hermann Axen, Paul Verner und Rudolf Mießner. Im Juni 1949 schieden Honecker und Axen allerdings aus der Redaktion aus.
Die Redaktion bestand aus 15 Personen und war in die Bereiche Agitation und Propaganda, Lehren der Organisation und außerdem Umbruch und Bildredaktion unterteilt. Die Zeitschrift wurde nach der Wende und friedlichen Revolution in der DDR eingestellt.
Das Themenspektrum reichte vom „dekadenten Einfluss der westlichen Beatmusik“ (Lipsi) bis zu den Versorgungsengpässen mit Kosmetika. Die interne Abkürzung des Namens lautete Junge Genne (mit kurzem e), sie wurde gewählt, um Verwechslungen mit der unter Jugendlichen bekannteren Jungen Gemeinde vorzubeugen.
Im Frühjahr 1953 wurde die Junge Gemeinde offen angegriffen und als „Illegale Organisation Junge Gemeinde“ stark attackiert. Mit der "Säuberung" der FDJ von Anhängern der Jungen Gemeinde wurde der damalige erste Sekretär der FDJ, Erich Honecker, beauftragt. Das FDJ-Zentralorgan junge Welt und die Junge Generation erhielten die Anweisung, die Arbeit der Jungen Gemeinde durch Hetzartikel in Misskredit zu bringen. Damit sollte ein Verbot vorbereitet werden.
- Erscheinungsweise: halbmonatlich, bzw. monatlich
- Seitenumfang: 80
- Auflage 71.800
- Preis: 0,90 M